# Uma Nova Paixão
Uma Nova Paixão é o 27.º álbum de estúdio da cantora brasileira Alcione (cantora), lançado em 2005. Lançado pela gravadora Indie Records, o álbum reúne canções essencialmente românticas e inéditas na carreira de Alcione, com destaque para as canções "Meu Ébano" (tema da telenovela América e de grande repercussão nacional) e "Corpo Fechado", que descreve o término de uma relação através de elementos da religiosidade afro-brasileira.
Em 2006, o álbum recebeu uma versão ao vivo gravada na casa de espetáculos Via Show, em São João de Meriti, Rio de Janeiro. Contando com diversas trocas de figurino pela cantora e participações especiais de Ailton Graça, Leci Brandão e Marcelo D2, Uma Nova Paixão - Ao Vivo foi indicado ao Grammy Latino de Melhor Álbum de Samba/Pagode em 2006.

## Descrição
A faixa-título é também a faixa de abertura do álbum, tendo sido composta por Gustavo Lins e Umberto Tavares e gravada pelo primeiro anos antes. É seguida por "O Samba Vai Balançar" (de Sérgio Santos em parceria com o consagrado Paulo César Pinheiro); a balada romântica "Coração de Porcelana" (de Chico Roque e Paulinho Rezende, compositores já tradicionalmente gravados por Alcione); e uma regravação do bolero "Sentimental Demais", sucesso na voz de Altemar Dutra. Em "Joia Rara", Carlinhos Veloz narra os desamores e a solidão do término de uma relação, tema também explorado em "Causa Perdida" (preciosa parceria de Rosa Passos e Aldir Blanc). Em "Corpo Fechado", os compositores Telma Tavares e Roque Ferreira narram a superação de uma separação atrelando termos populares da religiosidade afro-brasileira. A canção "Meu Ébano" foi tema do personagem José Feitosa (interpretado por Aílton Graça) na telenovela América, tornando-se um dos maiores sucessos da carreira recente de Alcione. A temática romântica prossegue em "Umas e Outras", "Se Não é Amor" e "Palavra de Mulher" (esta última adaptada da canção "Palavra de Homem" de José Augusto e gravada com grande repercussão por Jerry Adriani).

## Lista de faixas
| N.º | Título                                 | Compositor(es)                                     | Duração |  |
| 1.  | "Uma Nova Paixão"                      | Gustavo Lins Umberto Tavares                       | 4:31    |  |
| 2.  | "O Samba Vai Balançar"                 | Sérgio Santos Paulo César Pinheiro                 | 4:18    |  |
| 3.  | "Coração de Porcelana"                 | Chico Roque Paulinho Rezende                       | 5:04    |  |
| 4.  | "Sentimental Demais"                   | Jair Amorim Evaldo Gouveia                         | 3:13    |  |
| 5.  | "Jóia Rara"                            | Carlinhos Veloz                                    | 5:03    |  |
| 6.  | "Corpo Fechado"                        | Telma Tavares Roque Ferreira                       | 4:00    |  |
| 7.  | "Causa Perdida"                        | Rosa Passos Aldir Blanc                            | 4:17    |  |
| 8.  | "Meu Ébano"                            | Nenéo Paulinho Rezende                             | 3:28    |  |
| 9.  | "Umas e Outras"                        | Serginho Meriti Claudinho Guimarães                | 3:11    |  |
| 10. | "Palavra de Homem (Palavra de Mulher)" | José Augusto                                       | 3:37    |  |
| 11. | "Xequeré"                              | Nei Lopes Magnu Sousá Maurílio de Oliveira         | 3:36    |  |
| 12. | "Se Não é Amor"                        | Luciana Browne Carlos Colla                        | 4:24    |  |
| 13. | "Você Brincou de Amor"                 | Paulo Sérgio Valle Chico Roque                     | 3:56    |  |
| 14. | "Pedra 90"                             | Gilson Bernini Serginho Meriti Rode do Jacarezinho | 3:13    |  |
| 15. | "Boi de Lágrimas"                      | Raimundo Makarra                                   | 4:20    |  |
| 16. | "Obrigada"                             | Sérgio Caetano Chico Roque                         | 4:53    |  |